# Whangara Island (Gisborne)
Whangara Island ist eine Insel an der Ostküste der Nordinsel von Neuseeland. Administrativ zählt sie zum Gisborne District.

## Geographie
Whangara Island befindet sich vor der kleinen Siedlung Whangara und der Mündung des [[Waiomoko River|Waiomoko River]] in den Pazifischen Ozean. Die größte Stadt in der Region, Gisborne, befindet sich rund 21 km südwestlich der Insel. Die längliche Insel, die über eine Sandbank noch Kontakt zum Festland besitzt, erstreckt sich über eine Länge von rund 535 m in Westnordwest-Ostsüdost-Richtung und misst an der breitesten Stelle rund 135 m in Nordnordost-Südsüdwest-Richtung. Mit einer Flächenausdehnung von rund 4,4 Hektar erhebt sich die Insel in ihrer Mitte bis auf 53 m aus dem Meer.
Die Insel ist größtenteils mit Bäumen und Buschwerk bewachsen.